# 2005 în jocuri video

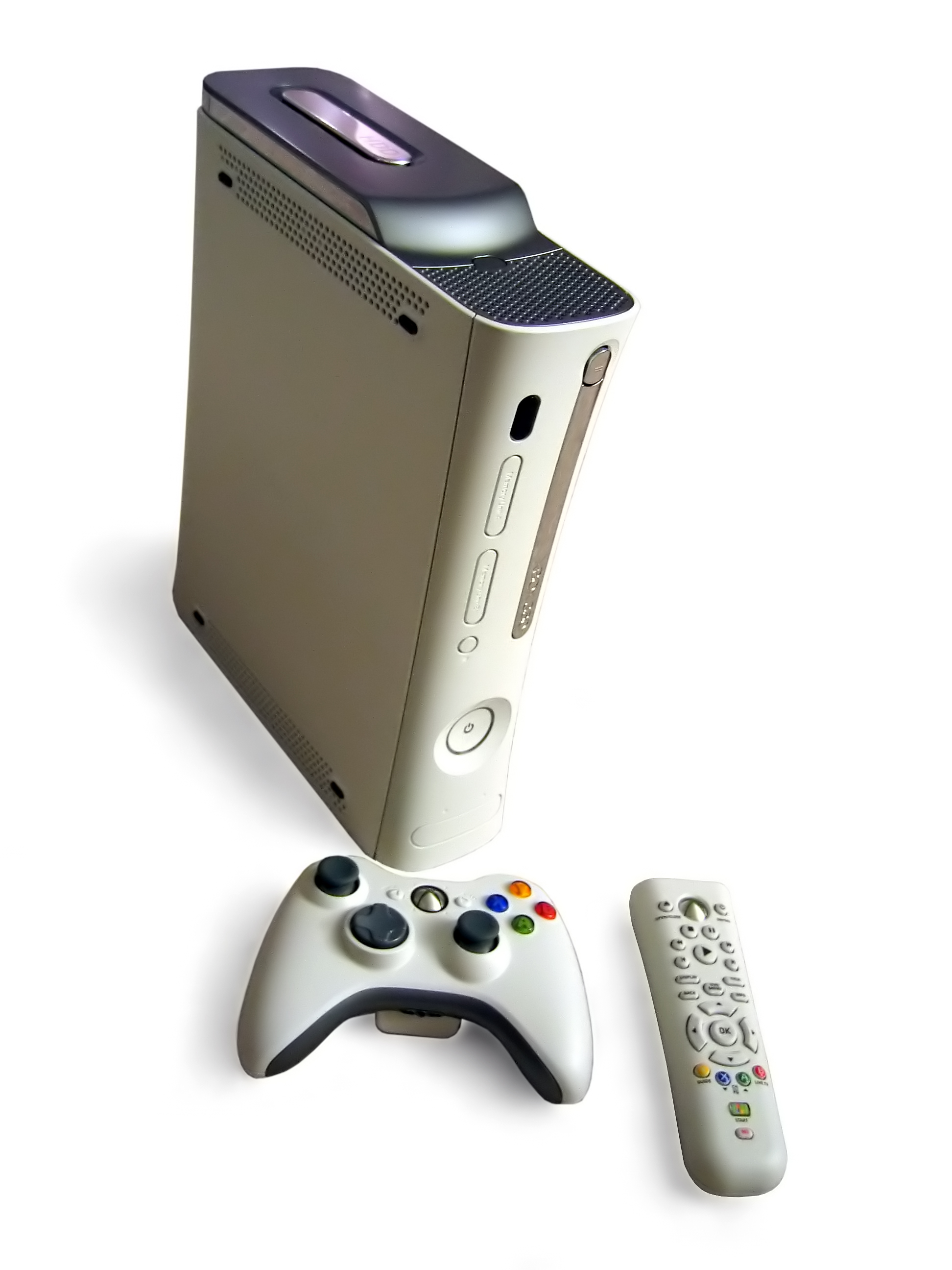
Consola XBox 360

Acest articol prezintă evenimente importante legate de jocuri video din anul 2005. Vezi și istoria jocurilor video.

## Evenimente
În 2005 au apărut mai multe sequel-uri și prequel-uri în jocurile video, cum ar fi Resident Evil 4, Brothers in Arms: Road to Hill 30, Devil May Cry 3: Dante's Awakening, Mario Kart DS, Mario & Luigi: Partners in Time, Need for Speed: Most Wanted și Prince of Persia: The Two Thrones, împreună cu titluri noi ca Brain Age, F.E.A.R., Forza Motorsport, God of War, Guitar Hero, Nintendogs, Shadow of the Colossus și Sniper Elite. Cea de-a șaptea generație de console de jocuri video a început cu lansarea Xbox 360, în timp ce Nintendo DS a fost lansat în regiunile PAL.
Cel mai bine vândut joc video al anului la nivel mondial a fost Gran Turismo 4 pentru PlayStation 2. Cel mai apreciat titlu al anului a fost Resident Evil 4 pentru GameCube și PlayStation 2.